# Paul Caddis
Paul McLean Caddis (* 18. April 1988 in Irvine) ist ein ehemaliger schottischer Fußballspieler auf der Position eines Abwehrspielers.

## Karriere

### Vereine
Caddis begann seine Karriere bei Celtic Glasgow, wo er über die U-17- und U-19-Mannschaft des Vereins den Sprung in die erste Mannschaft schaffte. Sein erstes Spiel im Dress der Profis bestritt der Abwehrspieler am 26. Juli 2007 im Freundschaftsspiel gegen Newcastle United. Sein Pflichtspieldebüt folgte am 27. Januar 2008 gegen den FC Falkirk, als er in der 74. Minute für Paul Hartley eingewechselt wurde. Das Spiel wurde mit 1:0 gewonnen. In dieser Saison durfte er auch in der Champions League ran. Im Achtelfinalhinspiel am 20. Februar 2008 gegen den FC Barcelona kam Caddis in der 61. Minute für Mark Wilson ins Spiel, jedoch wurde das Spiel 2:3 verloren. Weiters konnte er mit Celtic am Ende der Saison den Meistertitel feiern.
Im Winter 2008/09 wechselte Caddis leihweise zu Dundee United, wo er im Frühjahr 2009 elf Spiele absolvierte. Am Ende der Saison wurde der Verein Fünfter. Nach seiner Rückkehr in den Kader von Celtic im Sommer 2009, wechselte er 2010 zu Swindon Town und gehört seit 2012 dem Kader von Birmingham City an.

### Nationalmannschaft
International hatte Caddis zwischen 2008 und 2010 13 Einsätze in der U-21-Auswahl Schottlands, den Großteil davon als Kapitän. In der Qualifikation zur U-21-Europameisterschaft 2011 scheiterte er mit dem Team in der Play-off-Runde an Island. Zu seinem Debüt in der schottischen A-Nationalmannschaft kam Caddis am 24. März 2016 per Einwechslung im Freundschaftsspiel gegen Tschechien.

## Erfolge
- Schottischer Meister 2008